# Vorkarwendel
Das Vorkarwendel ist ein weitläufiges Vorgebirge des Karwendels, einer Gebirgsgruppe der Nördlichen Kalkalpen. Es erstreckt sich östlich und nördlich des Rißtals bzw. nördlich der Sonnjochgruppe mit Gipfeln bis über 2000 Höhenmeter. 
Die Gipfel des Vorkarwendels sind beliebte Tourenziele, die praktisch das ganze Jahr über bestiegen werden können. Wegen seiner weitläufigen Aussicht auf die Hinterautal-Vomper-Kette und der Tölzer Hütte knapp unterhalb des Gipfels ist der Schafreuter besonders beliebt. Eine Höhenwanderung von der Tölzer Hütte über den Grasbergkamm mit Fleischbank, Hölzelstaljoch, Grasberg und Kompar zur Plumsjochhütte bietet Ausblicke in die südlich liegenden Gebirgsgruppen des Karwendels wie Falkengruppe, Gamsjochgruppe und Sonnjochgruppe.
Ein großer Teil des Vorkarwendels gehört zum Naturschutzgebiet Karwendel. 
König Ludwig II. von Bayern verbrachte des Öfteren Zeit in diesem Vorgebirge und ließ sich dort ein Jagdhaus errichten.
Wichtige Gipfel (geordnet nach Höhe)
- Montscheinspitze (2106 m ü. A.)
- Schafreuter (auch Scharfreiter) (2102 m ü. A.)
- Seebergspitze (2085 m ü. A.)
- Seekarspitze (2053 m ü. A.)
- Fleischbank (2026 m ü. A.)
- Schreckenspitze (2022 m ü. A.)
- Grasberg (2020 m ü. A.)
- Hölzelstaljoch (2012 m ü. A.)
- Kompar (2011 m ü. A.)
- Juifen (1988 m ü. A.)
- Schönalmjoch (1986 m ü. A.)
- Delpsjoch (1945 m ü. A.)
- Satteljoch (1935 m ü. A.)
- Demeljoch (1924 m ü. A.)
- Dürrnbergjoch (1835 m ü. A.)
- Hochplatte (1813 m ü. A.)